# Nenê de Vila Matilde
O Grêmio Recreativo Cultural Escola de Samba Nenê de Vila Matilde é uma das mais tradicionais escolas de samba da cidade de São Paulo.
A agremiação possui 11 títulos no Grupo Especial, além de duas conquistas no Grupo de Acesso 1, nos anos de 2010 e 2012, e uma conquista do Grupo de Acesso 2 em 2022.
Foi fundada em 1949 por Alberto Alves da Silva, que foi presidente da escola por 47 anos, até passar o comando da entidade, em 1996, para seu filho, Alberto Alves da Silva Filho, em razão de alguns problemas de saúde. Mesmo assim continuou a desfilar em todos os anos seguintes. Seu Nenê faleceu em 2010, deixando uma lacuna como grande patriarca do Carnaval de São Paulo.
A Nenê possui onze títulos do Carnaval de São Paulo, entre eles dois tricampeonatos. Até 2000, ela foi a escola com mais títulos do carnaval da capital de São Paulo. O fundador da escola, seu Nenê, em entrevista após o desfile de 2004, declarou que os dois maiores orgulhos que a agremiação lhe proporcionou foram o desfile na Marquês de Sapucaí no Rio em 1985 e a viagem a Portugal. A Nenê é afilhada da Portela, escola do Rio de Janeiro, e protagonizou a primeira roda de samba televisada em 1970, quando a TV exibiu para todo o Brasil esse batizado. Também foi a primeira escola de samba a possuir uma quadra coberta, inaugurada em 1968.
A escola foi fundada por um grupo de sambistas que, na década de 1940, faziam rodas de samba no Largo do Peixe, no bairro da Vila Matilde, Zona Leste de São Paulo. No dia 1º de janeiro de 1949, ao tentar registrar e assinar a ata de fundação, as pessoas que viriam a ser os grandes baluartes da agremiação perceberam que tinham esquecido do mais importante: o nome da escola. Surgiram algumas ideias, como Unidos do Marapés e Primeiro de Janeiro, mas nenhuma delas agradou a todos. O homem que trabalhava no cartório perguntou quem era aquele negro alto que, enquanto todos discutiam o nome da escola, tocava o seu pandeiro tranquilamente. Responderam-lhe que era o Nenê. O funcionário então sugeriu que o nome da escola fosse Nenê de Vila Matilde. A Nenê já nasceu como escola de samba, ao contrário de algumas das outras grandes escolas de São Paulo, como Camisa e Vai-Vai, que foram fundadas como cordões. Nos anos 1950 e 60, junto com outras escolas da época, como a Lavapés e a Unidos do Peruche, ajudou a criar a identidade do carnaval da cidade, propiciando o crescimento dessa festa paulistana.

## História

### Décadas de 1950 e 1960 - A Afirmação de uma Escola de Samba
Durante os anos de 1949 e 1952 a Nenê desfilou pelos bairros da Zona Leste e do centro de São Paulo ao som de marchinhas da época. A escola só passou a competir no carnaval de 1953. A Nenê ganha seu primeiro título em 1956, quando trouxe para a avenida o primeiro samba-enredo da história do carnaval de São Paulo: Casa Grande e Senzala Neste ano, venceu pela primeira vez a Lavapés, grande campeã das primeiras disputas de carnaval de São Paulo. Logo depois, o seu primeiro tricampeonato é conquistado em 1958, 1959 e 1960. Na década de 1960 a Nenê foi a grande escola da época, vencendo em 1963, 1965, 1968, 1969 e 1970.

### Década de 1970 - O Aprendizado e a Reorganização
A segunda oficialização do Carnaval de São Paulo acontece em 1968, graças a luta dos sambistas da cidade, liderados por Seu Nenê. Essa oficialização chamou a atenção de outras agremiações carnavalescas que não eram escolas de samba naquela fase, porém eram tradicionais na cidade, os Cordões e os Blocos. Com a entrada dos cordões em 1972 na disputa como Escolas de Samba, a Nenê perdeu espaço, mas continuou sendo uma das protagonistas do carnaval.
Em 1975, a bateria da Nenê foi a primeira de São Paulo a apresentar coreografias. No decorrer do ano, a escola sofre um primeiro golpe, se vê com sua quadra sendo interditada pela prefeitura. A escola passa o ano de 1975 e os ensaios para o carnaval de 1976, ensaiando pelas ruas da Penha e Vila Matilde, além de recorrer inúmeras vezes a prefeitura, tentando reaver seu espaço. Para o ano então decorrente, decide reapresentar o enredo vice-campeão de 1966: "As Carrancas do Rio São Francisco" . Ficou com o 6º lugar, atrás de escolas como a então novata Pérola Negra. Em meados de 1976, após o Carnaval, a escola enfim retoma a quadra, e com um contrato de espaço de 90 anos de uso.
Para o carnaval de 1977 traz o ufanista enredo: "Fatos Marcantes do Brasil". O samba, composto por Astrogildo Silva, cai no gosto popular após o então cantor Jair Rodrigues gravá-lo em um LP, onde cantou diversos sambas de enredo de Rio de Janeiro e São Paulo. O carnaval de 1978, fica marcado pelo tema: "O Sonho de um Rei Negro". Em 1979, com o samba "Treze Rei Patuá", que foi apontado como o melhor do Brasil no carnaval daquele ano pelo programa Fantástico da Rede Globo de Televisão, perdeu por apenas 1 ponto o carnaval.

### Década de 1980 - A Era de Ouro, Passagem ao Rio e sim Zona Leste Somos Nós!
A década de 1980 chegou e a Nenê volta a viver seus melhores dias. Fez sambas e desfiles até hoje citados como alguns dos melhores de São Paulo: "Axé - O Sonho de Candeia" (1981), "Palmares, raízes da liberdade" (1982), "Gosto é gosto de não se discute" (1983) e "Sagração dos Deuses" (1984). Foi durante esse período que a bateria da Nenê ficou 26 anos consecutivos tirando apenas notas 10.
Em 1983, a Nenê faz novamente outro desfile grandioso, sendo apontada até como provável campeã, mas a quebra de dois carros acabou comprometendo o enredo e a escola abraçou um 3º lugar. No desfile de 1984, a Nenê trouxe uma cobra ao estilo "dragão chinês", para representar Oxumarê. A escola foi colocada como uma das grandes favoritas da noite, mas novamente perdeu o título, desta vez para a Rosas de Ouro.
Em 1985, com o enredo "Quando o cacique rodou a baiana, aí, ó", a Nenê finalmente conquistou o seu décimo título, sendo convidada para desfilar ao lado de Mocidade Independente de Padre Miguel e Beija-Flor de Nilópolis durante o desfile das campeãs do Rio de Janeiro, na Marquês de Sapucaí. Até hoje a Nenê é a única escola de São Paulo que recebeu esse convite.
Em 1986, com o enredo Rabo do Foguete, teve um desfile aclamado como o campeão da noite, com o carnavalesco Ritwylo de Souza, que revolucionou ao trazer um balé clássico na comissão de frente, onde as bailarinas representavam a Dança dos Cosmos. Ao lado de Camisa Verde e Branco, Rosas de Ouro e Vai-Vai era uma das favoritas, porém, algumas notas acabaram afastando a escola do título, alcançando assim o 3º Lugar.
Durante os desfiles de 1987, ano de grandes sambas, a Vila foi a última a se apresentar, com um samba sobre Pernambuco. Apresentando um dos melhores conjunto de fantasias, mas alegorias pequenas e mal acabadas sucumbiram em um 5º lugar.
No ano de 1988, centenário da abolição da escravatura, a Nenê decidiu não homenagear a comunidade negra, sabendo que a maioria das escolas viria com um tema relacionado. Ao invés disso, a diretoria preferiu falar sobre a Zona Leste de São Paulo, segundo a visão de Paulistinha, um de seus grandes baluartes. No enredo, foi abordada, sob um ponto de vista extremamente positivo, a condição de ser um morador de um lugar tão abandonado. Também foram citados o Largo do Peixe, a fundação da escola, o trem que leva os trabalhadores de Guaianases à Estação Roosevelt (hoje anexada a Estação Brás) e o Corinthians. Devido à falta de destaques sobre os carros, a escola perdeu quatro pontos que a impediram de conquistar o título.
O ano de 1989 simplesmente é dramático, pois a escola passava por momentos de dificuldades financeiras. Cantando seus quarenta anos de história, e apostando na inspiração afro, característica marcante da escola, passou com uma estética bem duvidosa e com diversos problemas, mais surpreendentemente foi apontada como uma das favoritas, mas ficou com um honroso 5ª lugar.

### Década de 1990 - Do Susto ao Cinquentenário
Em 1990, a escola viveu seu pior momento até então, ao desfilar sem cinco carros. A falta dos mesmos ocorreu após uma briga entre a diretoria e o carnavalesco, que contratou dois caminhoneiros para estacionar suas carretas na porta do barracão. Devido a isso, a Nenê terminou a disputa em oitavo lugar, a dois pontos do rebaixamento, só não passando ao então Grupo 1 devido ao fato de a Pérola Negra não ter conseguido colocar nenhum carro na avenida, o que lhe causou a perda de 35 pontos. Se os carros da Pérola tivessem entrado no sambódromo, ao invés dela, a Nenê teria sido a rebaixada.
No ano seguinte, a escola investiu, contratando Tito Arantes. Apesar da escola ter feito um bom desfile, aos gritos de "Nenê, Nenê", ficou com o 8º lugar em 1991.
No ano seguinte, com Oswaldinho no posto de carnavalesco, a Nenê deu um salto em qualidade das fantasias, tendo o samba aclamado, levou o enredo Luz, Divina Luz, mas recebeu notas baixíssimas no quesito alegoria, graças a carros mal acabados novamente e assim acabando na 4ª posição. Nesse mesmo ano surge Baby, uma surpresa nas eliminatórias, onde Armando da Mangueira decide ceder o seu espaço para apresentar essa nova revelação.
Em 1993, a escola decide apostar na coqueluche que invadiu a cidade, que eram carnavalescos estrangeiros. Acabou contratando cenógrafo de Santiago do Chile, chamado Renatinho. Porém, a falta de verba e falta de comunicação prejudicou os trabalhos do mesmo. No microfone, a escola traz sua Diretora de Harmonia Marcia Inayá e Armando da Mangueira como intérpretes, garantindo um quarto lugar, com o enredo "Primeiro Desejo", onde a escola teve inúmeros problemas, como a falta de dinheiro e a quebra da grua do Abre-alas. Chegou a liderar boa parte da apuração, porém perdendo pontos onde errou de fato.
No ano seguinte, a Nenê investiu na revelação Pedrinho Pinotti, além de trazer Dom Marcos para intérprete. Desfilando sob forte chuva, perdeu dois pontos pelo ato falho de não entregar a pasta de explanação de Enredo, e então mesmo fazendo um desfile muito bonito e pelo material usado nas fantasias, acabou sendo beneficiada de certa forma, acabou ficando atrás da afilhada Leandro de Itaquera, abraçando a 6ª posição.
No ano de 1995, a escola vem com um samba que nasceu da junção de quatro obras e se tornou um dos mais bonitos da história da Nenê, além de contar com um dos refrões mais cantados do Carnaval de São Paulo naquele ano. No dia do desfile a escola teve problemas na concentração, quando ainda se preparava para entrar na avenida o cronômetro oficial do desfile foi disparado. Sem saber que o desfile já havia sido iniciado oficialmente os componentes da escola não entraram na avenida. Quando deu-se início ao desfile a escola já havia perdido dezessete preciosos minutos e então, devido ao ocorrido, a escola teve que desfilar muito mais rápido para terminar o desfile no tempo determinado, o que gerou vários buracos na evolução. Outro problema foi o corte do carro de som no fim do desfile quando a última alegoria e velha guarda passavam, sem o samba e sem a bateria tocando. Ao ser questionada sobre o fato a Liga-SP alegou que a bateria estava tocando forte demais, por isso não foi possível ouvir a sirene que marcou o disparar do cronômetro. Falhas técnicas do desfile foram percebidas pelos jurados, e após uma apuração disputadíssima, onde até o penúltimo quesito a escola era vice-campeã, um 7 em fantasia a jogou para a 6ª posição.
Para o ano de 1996, assume Betinho como presidente da escola. Prometendo modernizar a gestão, a agremiação novamente investiu pesado, trazendo do Rio de Janeiro o carnavalesco Joãozinho Trinta. A escolha do enredo, entretanto, foi muito criticada pelos compositores, que consideravam o tema difícil de trabalhar. E graças a diversas brigas e divergências, Joãozinho rompe com a Nenê, assumindo seu estagiário. Devido a diversos problemas de locomoção das alegorias, as asas da Águia tiveram de ser arrancadas para o carro poder manobrar, além de que a cabeça de uma das alegorias caiu, ficando completamente destruída. Os quesitos de chão jogaram a escola para cima, fazendo com que a Nenê ficasse com 282 pontos, novamente ficando com o sexto lugar.
Para o carnaval 1997, a escola tira o multi-campeão da Rosas, Tito Arantes, que desenvolveu aquele que é considerado um dos maiores enredos negros da história do Carnaval Paulistano. Porém, uma grave crise financeira abate a escola, que tem que reciclar todos os tipos de materiais de desfiles passados. A apuração foi tensa, e a Nenê liderou por 8 quesitos quando notas em Comissão de Frente e Alegorias tiraram o campeonato da escola, o que causou um descontentamento grave durante as leitura das notas, gerando brigas entre o então presidente da entidade LigaSP e integrantes de algumas das escolas. A Nenê comemorou seu 3º lugar naquele ano.
Muitas mudanças acontecem para o Carnaval de 1998. Após se envolver numa briga, Dom Marcos perdeu o posto de intérprete oficial para o auxiliar Baby, que assumiu o posto principal após 6 anos. Já no barracão a escola troca Tito por Vaníria Nejeschi, que havia feito bons trabalhos na Mocidade Alegre em 1996. Num ano em que não houve muito investimento por parte das escolas, já que não havia rebaixamento, Nenê e Vai-Vai fizeram desfiles sem aparentes problemas e despontaram como favoritas. A escola garantiu um vice-campeonato com um enredo sobre a Estação Primeira de Mangueira, a melhor posição desde 1985.
Em 1999, ano do seu cinquentenário, a escola decide investir em fantasias luxuosas e alegorias imensas. Mesmo com problemas, como um carro alegórico que não chegou a ir para Avenida, e o abre alas que teve um problema grave no eixo, a escola foi muito bem avaliada pelo público e pela crítica, ganhando o Troféu Nota 10 (equivalente ao Estandarte de Ouro no carnaval carioca) de melhor escola, foi apontada como favorita. Porém, os problemas relatados pesaram muito, o que deu o título para a Gaviões e Vai-Vai, que empataram naquele mesmo ano e dividiram o título de campeã do carnaval.

### Década de 2000 - Do Ziriguidum ao Primeiro e Doloroso Rebaixamento
Em 2000, a escola traz Augusto de Oliveira no lugar de Vaníria Nejeslchi, investe muito mais nas suas alegorias, e antes mesmo do carnaval, era apontada como uma das favoritas. No carnaval dos 500 anos do Brasil, a Nenê ganhou novamente o Troféu Nota 10 de melhor escola, mas acabou no terceiro lugar em um dos carnavais mais disputados até então, graças a um erro grave na comissão de frente, quando dois integrantes da comissão acabaram passando sem chapéu.
Em 2001, a escola já não tinha mais o aporte financeiro dos anos anteriores, porém decidiu novamente investir em materiais alternativos. No dia do desfile, com um enredo sobre a negritude, a Nenê conquista um título que não vinha havia 16 anos, título este que foi dividido com a Vai-Vai. No entanto, caso houvesse o desempate, ela seria considerada campeã sozinha, já que conquistou apenas uma nota 9,5 contra quatro notas 9,5 da Vai-Vai, incluindo uma no critério de desempate de Bateria, mas naquele ano as menores notas de cada quesito eram descartadas.
Em 2002, com um samba de forte crítica social e que fazia referências ao MST, a Nenê foi a última a desfilar na primeira noite de desfile. Lecy Brandão deu o grito de guerra na concentração, junto com os puxadores, sendo este o último ano em que ela desfilou no carnaval paulistano, antes de se tornar comentarista do desfile. Apontada como uma das favoritas, a Nenê conquistou sua vaga no desfile das campeãs com um quarto lugar, devido a um problema na comissão de frente e em uma das alegorias.
No ano de 2003, a Nenê levou para o Anhembi um enredo sobre Ziraldo. Também muito aplaudida pelo público, a escola ficou novamente com o quarto lugar.
Em 2004, a escola decide renovar seu staff. Augusto de Oliveira é contratado pela Barroca Zona Sul, e então chega o consagradíssimo Raul Diniz. Fez um desfile extremamente luxuoso e bonito e se encaixou no grupo de favoritas novamente, num ano que São Paulo era obrigação de enredo das escolas. Trouxe algo alternativo para contar a história da Arte na cidade, falando sobre a Bienal de Arte de São Paulo. Quase beliscou um surpreendente título, se não tivesse perdido pontos em melodia e fantasia.
Já em 2005, Raul Diniz sai, e então chega o carnavalesco Chico Spinoza, que decide contar sobre o símbolo que tanto a comunidade amou e adotou de sua madrinha Portela. A escola apresentou um bom samba, que animou as arquibancadas. Foi bem esteticamente e a bateria chamou a atenção dos críticos como a melhor da noite. Baby, o puxador da Nenê naquele ano, ganhou o Troféu Nota 10 de melhor intérprete. Mas surpreendendo a todos a Nenê só ficou no nono lugar.
Em 2006, graças ao péssimo resultado, a escola decide investir em novidades, contratando o carnavalesco André Machado, vindo da Imperador do Ipiranga. De olho na Bahia, a escola decide criar o enredo "Ópera Negra da Nenê, É Lídia de Oxum". Porém, diversos problemas abrangeram a escola, como um calote que ganhou do Governo da Bahia, além de ser uma das últimas a receber a verba Municipal, o que acabou atrasando todo barracão, que contava com o dinheiro para conclusão das alegorias, já que os lucros da quadra eram revertidos para as fantasias. A agremiação apresentou diversos problemas nas alegorias, e um carnaval muito incompleto, o que prejudicou o desfile, além de erros de harmonia, e de bateria que acabaram levando à sua pior colocação até então, um 12º lugar, chegando a estar entre as rebaixadas durante uma boa parte da apuração. Essa salvação do rebaixamento acabou sendo dura, e não rendeu comemoração, por ver uma coirmã, o Camisa Verde e Branco, que empatou com a Nenê e foi rebaixada, além da Acadêmicos do Tatuapé e Gaviões da Fiel.
Buscando a reabilitação, a Nenê chegou ao carnaval de 2007 apostando na tradição. Decide isentar André Machado, e lhe dá mais um ano, fazendo um enredo patrocinado, e trazendo de volta Mestre de Bateria Claudemir Romano e o então já consagrado Royce do Cavaco para o lugar de Baby, que foi para a Unidos de Vila Maria. O carnavalesco então decide vir com toda a escola vestida predominantemente de azul e branco (um sonho de Seu Nenê), com a ala das passistas atrás da bateria, com carros pequenos para os padrões de hoje, mas bem acabados, e com um samba alegre. Além de um bom desfile, a escola levantou a arquibancada que esperou até o amanhecer para vê-la, ficando com um 7º lugar.
Em 2008, a Nenê tenta entrar definitivamente em uma nova era, com alegorias imensas, apostou num enredo sobre o Folclore Brasileiro aos olhos de Câmara Cascudo. André Machado foi para a Império de Casa Verde e voltou Augusto de Oliveira. Pela primeira vez desde a fundação, Seu Nenê, com problemas de saúde, não desfilou, e como numa homenagem a seu patriarca, a comunidade da Vila Matilde cantou o samba com garra, evoluiu com leveza, com a ajuda do amanhecer, foi citada como uma das favoritas ao título, superando de longe o desfile anterior, mas ficou somente no oitavo lugar, graças a última alegoria que não estava terminada.

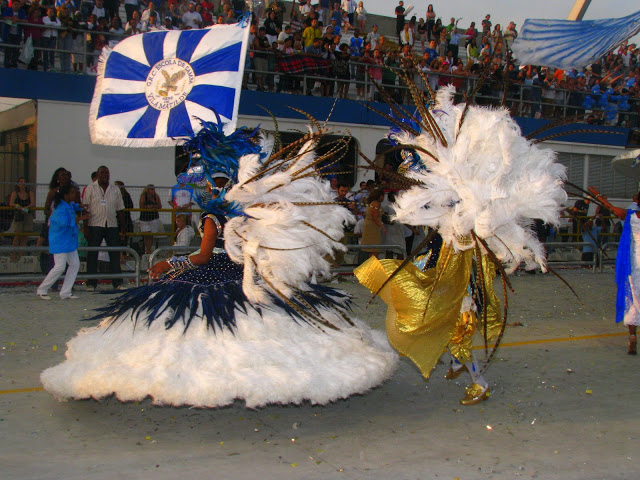
Casal de mestre-sala e porta-bandeira da Nenê, no carnaval 2009.

Em 2009, a escola apostou mais uma vez na sua própria história. Nesse ano a Nenê cantou o seu jubileu de diamante, seus 60 anos. A Nenê veio com Lucas Pinto como seu carnavalesco. No desfile, um desastre: uma das alegorias da escola emperrou, atrapalhando vários quesitos, principalmente a Evolução. Também foi um desfile sem apoio financeiro, o que ficou nítido em alegorias e fantasias, sendo assim pela primeira vez em sua história, a escola da Zona Leste foi rebaixada e assim desfilaria no Grupo de Acesso, no ano de 2010.

### Década de 2010 - Nova Era
Após um ano triste, a escola investe pesado para 2010. Pela primeira vez desfilando no Grupo de Acesso de São Paulo, a Nenê trouxe como enredo: A água nossa de cada dia. A pureza da Águia é a essência de nossas vidas!. A escola trouxe o melhor conjunto visual e um dos melhores sambas do grupo. Seu favoritismo ao final do desfile foi confirmado com o título e a escola retornou para o Grupo Especial.
Para o carnaval de 2011, trouxe um enredo sobre o sal: "Salis Sapientiae - Uma história do mundo". Sendo a primeira a desfilar na segunda noite de Carnaval, abordando o descobrimento do sal, o sal na bíblia, o sal na culinária, as bodas de sal da escola e finalizando com uma grande homenagem a Seu Nenê, o fundador da escola da Zona Leste. Porém, o desfile foi cheio de problemas nas alegorias e evolução, causados pelas mesmas razões que complicaram a escola, que caiu novamente para o acesso.
Para 2012, após cinco anos a frente do carro de som da escola, Royce do Cavaco se transferiu para a X-9 e em seu lugar a direção da Nenê trouxe Celsinho que estava na Camisa Verde e Branco. A Nenê levou um tema afro para a avenida com o enredo imaginário sobre uma festa afro promovida por Xica da Silva, em que vários personagens importantes para a história dos negros do país são recebidos por ela em um palácio (a sede da escola). O desfile correu bem e a escola saiu como favorita, ganhando cinco Prêmios Melhor do Acesso, entre eles o de Melhor Escola. Na apuração a escola foi consagrada a campeã e conseguiu o acesso para o Grupo Especial ao lado de uma coirmã da Zona Leste, a Acadêmicos do Tatuapé.
Para 2013, de volta ao Grupo Especial, a escola abordou o enredo: "Da Revolta dos Búzios a atualidade. A Nenê canta a igualdade!". A Nenê abriu a 2ª noite dos desfiles e fez uma apresentação bonita e empolgante. Empatou em número de pontos com a Gaviões da Fiel e com a X-9 Paulistana. No desempate, ficou na frente das duas escolas, ficando assim com o 8º lugar, o que lhe garantiu a permanência no Grupo Especial.
Para 2014, a Nenê deu umas alfinetadas no amor contando exatamente a questão de amores proibidos e sedução que acabam levando a traição. A escola fez um carnaval suntuoso, principalmente quando comparado aos anos recentes da escola, parecendo disposta a brigar por colocações mais altas. No entanto, a escola correu riscos sérios de ser rebaixada e durante a apuração, passou muito tempo nas duas últimas posições até que no último quesito subiu para o 12º lugar e assim não foi rebaixada.
Após um resultado inesperado do ano anterior, em 2015 a escola optou por um enredo afro: "Moçambique - A Lendária terra do Baobá sagrado!". Para contar a história moçambicana, a escola usou a figura do baobá, uma árvore do país considerada sagrada. A agremiação fez um desfile impactante, destaque também para o seu Samba Enredo que era um dos melhores do ano. Durante quase toda a apuração a Nenê de Vila Matilde permaneceu em primeiro lugar, porém perdeu pontos nos quesitos Evolução e Fantasia, o que derrubou a escola para o 7º lugar, sendo esta a sua melhor colocação desde que subiu para o Grupo Especial em 2013.
Em 2016 a escola trouxe uma homenagem à atriz e dançarina Cláudia Raia, com o enredo: "Nenê apresenta seu musical: Rainha Raia nas Asas do Carnaval". A azul e branco contou a história da artista na televisão, no cinema e no teatro, com destaque para a atuação da atriz em espetáculos musicais. Apesar de ter feito um desfile totalmente técnico, o acabamento de alegorias e fantasias não agradou a banca julgadora, juntamente com a harmonia e a evolução que também apresentaram problemas. O resultado desse desagrado geral dos jurados foi refletido em um 9º lugar, duas posições inferiores ao desfile de 2015.
Para 2017, escolheu mais uma homenagem, dessa vez com o enredo: "Ópera de Todos os Povos, Terra de Todas as Gentes, Curitiba de Todos os Sonhos". Fazendo um tributo a Curitiba, contou a história do município. Porém, um atraso polêmico antecedeu o desfile da escola. O motivo seria o vazamento de água do último carro alegórico da escola anterior, a Vai-Vai, que acabou por molhar toda a pista do Sambódromo. O presidente da escola optou por esperar que funcionários da Liga SP, em conjunto com funcionários da Prefeitura, secassem a pista. Essa operação durou quase uma hora, já que o presidente da Liga-SP já havia dado o aval para o início do desfile. Esse atraso fez com que a escola iniciasse seu desfile com o dia já amanhecendo, sendo assim grande parte do desfile da Nenê de Vila Matilde foi comprometido pela claridade, também apresentando algumas falhas, principalmente nos quesitos Fantasia e Enredo, o que a fez amargar a última posição no carnaval de São Paulo, fazendo com que a escola retornasse para o Grupo de Acesso.
Para superar esse capítulo adverso, a Águia Guerreira trouxe para 2018 o enredo: "A epopeia de uma Deusa africana". Fez um estudo sobre um Orixá africano, mostrando também as raças que povoaram o Brasil através de Iemanjá. A escola veio com um bom Samba Enredo, porém fez um desfile abaixo do esperado e na apuração perdeu pontos preciosos em Alegorias, Fantasias e Evolução, ficando com um inesperado quarto lugar.
Para o carnaval de 2019, a escola trocou a maioria dos profissionais e optou por montar uma comissão de carnaval. Sendo assim, anunciou o enredo: "A majestade do samba chegou! Corri pra ver... pra ver quem era. Chegando lá, era a Nenê e a Portela". A escola passou por momentos muito difíceis, financeiramente, tendo o trabalho comprometido, porém, arrancou um surpreendente 3º lugar.
Nos preparativos para o desfile de 2020, a escola trocou os carnavalescos de sua antiga Comissão de Carnaval e contratou o campeão Zilkson Reis, anunciando o enredo: "O Presente da Deusa e o brinde da Águia". A escola mais uma vez traz um carnaval deficitário, marcado por erros em diversos quesitos, e na apuração terminou na sétima colocação, sendo rebaixada para o Acesso 2 do Carnaval Paulista e obtendo a pior colocação de sua história.
Para o carnaval de 2021, a Nenê anunciou o enredo: "A Odisséia de Áquila – Um voo para o futuro" . No entanto, com o cancelamento dos desfiles por conta da pandemia do novo coronavírus, a escola mudou sua equipe artística e trocou seu enredo, anunciando para 2022 a reedição de "Narciso Negro", originalmente apresentado em 1997 e agora sendo desenvolvido por Fábio Gouveia. Nos preparativos para o desfile, a Nenê contratou o intérprete Clóvis Pê, que se desligou pouco após ter gravado a faixa da escola no CD oficial da LigaSP. Para seu lugar, a Nenê trouxe de volta Agnaldo Amaral, que retornou após ter deixado a escola em 2020. Fazendo um desfile elogiado e que empolgou o público presente no Anhembi, a Nenê conquistou o título do Acesso 2 ao fazer 269.9 pontos e superar a Peruche nos critérios de desempate.

## Símbolos
Os símbolos da escola são herdados de sua madrinha, a Portela. As cores da escola são o azul e o branco e seu símbolo maior é a águia, que passaram a ser utilizados na década de 1970.

## Segmentos

### Presidentes
| Nome                                 | Mandato    | Ref.          |
| ------------------------------------ | ---------- | ------------- |
| Alberto Alves da Silva, o "Seu Nenê" | 1949-1996  | [ 10 ]        |
| Alberto Alves da Silva Filho         | 1997-2010  | [ 11 ]        |
| Rinaldo José de Andrade              | 2010-Atual | [ 12 ] [ 13 ] |

### Presidentes de Honra
| Nome     | Mandato     | Ref.   |
| -------- | ----------- | ------ |
| Seu Nenê | 1996 - 2012 | [ 14 ] |
| Betinho  | 2010 -2014  | [ 15 ] |

### Intérpretes
| Carnavais | Intérprete oficial                        | Ref. |
| --------- | ----------------------------------------- | ---- |
| 1951-1968 | Popó e Paulistinha                        |      |
| 1969-     | Armando da Mangueira                      |      |
| 1976      | Clarim                                    |      |
| 1977      | Elias de Lima                             |      |
| 1978      | Francisco Egydio                          |      |
| 1979-1981 | Armando da Mangueira                      |      |
| 1982-1984 | Armando da Mangueira e Jorginho           |      |
| 1985-1987 | Armando da Mangueira                      |      |
| 1988-1989 | Chuveiro e Betão                          |      |
| 1990-1991 | Armando da Mangueira e Dom Marcos         |      |
| 1992      | Armando da Mangueira e Baby               |      |
| 1993      | Armando da Mangueira, Baby e Márcia Ynaiá |      |
| 1994      | Dom Marcos e Panda                        |      |
| 1995      | Dom Marcos, Rose, Panda e Rubinho         |      |
| 1996      | Dom Marcos e Panda                        |      |
| 1997      | Dom Marcos e Marco Antônio                |      |
| 1998-2000 | Baby e Panda                              |      |
| 2001      | Baby, Panda e Santaninha                  |      |
| 2002      | Baby, Panda e Marco Antônio               |      |
| 2003      | Baby e Panda                              |      |
| 2004-2005 | Baby, Panda e Santaninha                  |      |
| 2006      | Baby                                      |      |
| 2007-2011 | Royce do Cavaco                           |      |
| 2012-2013 | Celsinho Mody                             |      |
| 2014-2025 | Agnaldo Amaral                            |      |
| 2026      | Tiganá                                    |      |

### Casal de Mestre-Sala e Porta-Bandeira
| Período   | Nome                                 | Ref.   |
| --------- | ------------------------------------ | ------ |
| 2010-2011 | Paulinho Guedes e Rubia Angélica     |        |
| 2012-2013 | Gentil Pessa e Rubia Angélica        |        |
| 2014      | André Guedes e Janny Moreno          | [ 16 ] |
| 2015-2017 | Jefferson Gomes e Janny Moreno       |        |
| 2018      | André Guedes e Edilaine Campos       |        |
| 2019      | Arthur Santos e Beatriz Teixeira     |        |
| 2020      | Cley Ferreira e Monalisa Carmo Bueno |        |
| 2022-2024 | Cley Ferreira e Thayla Trentin       |        |
| 2025      | Edgar Carobina e Graci Araújo        |        |

### Bateria
A bateria da Nenê de Vila Matilde é uma das mais respeitadas do Brasil. A escola passou 26 anos consecutivos levando somente notas 10 no quesito bateria durante as décadas de 60, 70 e 80. Ao desfilar em 1985 na Marquês de Sapucaí a bateria da Nenê influenciou algumas baterias cariocas, como a histórica bateria da Mocidade Independente de Padre Miguel, fazendo com que seus mestres acelerassem o andamento dos sambas nos anos seguintes.
A bateria da escola sempre ditou as tendências do samba na cidade tendo como característica principal seus surdos de terceira e sua batida de caixa. Graças a essa junção de elementos o som inconfundível da bateria da Nenê é conhecido como "culungudum". A bateria possui um samba alusivo, chamado "Chegou a Bateria da Nenê" e já foi apelidada de Batucada da Vila e Pura Cadência, porém é mais conhecida como a Bateria de Bamba.

### Mestre de Bateria
O primeiro Mestre de Bateria da Nenê de Vila Matilde foi o próprio Seu Nenê, seguido de nomes de destaca da folia paulistana no segmento, entre Mestre Nicolau de Paula (Mestre Nicolau), Mestre Laudelino Lagrila (Mestre Lagrila), Mestre Valdivino (Mestre Divino), Mestre Claudemir Romano (Mestre Claudemir), Mestre Pascoal e Mestre Pelegrino.
| Período    | Mestre de bateria | Ref.                 |
| ---------- | ----------------- | -------------------- |
| 2013-2014  | Renato Sudário    | [ 18 ]               |
| 2015-2017  | Markão            | [ 19 ] [ 20 ] [ 16 ] |
| 2018       | Pascoal           | [ 21 ]               |
| 2019-Atual | Matheus Machado   | [ 13 ]               |

### Corte de Bateria
A Nenê de Vila Matilde pouco utilizou famosas e celebridades a frente de sua bateria, que geralmente são escolhidas por concursos internos. Nomes como Simone Sampaio, Camila Silva e Ariellen Domiciano foram lançados ao estrelato do Carnaval do Brasil pela escola da Zona Leste de São Paulo.
| Período    | Rainha             | Madrinha         | Diva              | Ref           |
| ---------- | ------------------ | ---------------- | ----------------- | ------------- |
| 1998-2000  | Simone Sampaio     |                  |                   |               |
| 2001       | Kika Gomes         |                  |                   |               |
| 2002       | Claudia Barbosa    |                  |                   |               |
| 2003       | Barbara Guimarães  |                  |                   |               |
| 2004       | Amanda Barbosa     |                  |                   |               |
| 2005       | Andreza Sobrinho   |                  |                   |               |
| 2006       | Roberta Kelly      |                  |                   |               |
| 2007       | Camila Silva       | Roberta Kelly    |                   |               |
| 2008       | Andreza Sobrinho   | Roberta Kelly    |                   |               |
| 2009       | Simone Sampaio     |                  |                   |               |
| 2010       | Melissa Mel        | Ângela Bismarchi |                   |               |
| 2011       | Kimberlyn Muriel   | Ângela Bismarchi |                   | [ 22 ] [ 23 ] |
| 2012       | Déborah Caetano    |                  |                   |               |
| 2013       | Déborah Caetano    |                  | Adriana Bombom    | [ 24 ]        |
| 2014       | Déborah Caetano    |                  |                   | [ 25 ]        |
| 2015       | Ariellen Domiciano | Roberta Kelly    | Lívia Andrade     | [ 16 ] [ 26 ] |
| 2016       | Ariellen Domiciano |                  |                   |               |
| 2017       | Ariellen Domiciano |                  |                   |               |
| 2018       | Ariellen Domiciano |                  |                   |               |
| 2019       | Ariellen Domiciano | Gabriela Ribeiro | Ana Paula Proença | [ 27 ]        |
| 2020-atual | Gabriela Ribeiro   |                  |                   |               |

## Carnavais
| Ano  | Colocação | Grupo | Enredo | Carnavalesco | Ref.                 |
| ---- | --- | --- | --- | --- | -------------------- |
| 1949 | 3º lugar | Grupo 1 | Casinha Branca | Antônio Protestato |                      |
| 1950 | 3º lugar | Grupo 1 | Normalista | Antônio Protestato |                      |
| 1951 | 3º lugar | Grupo 1 | Amor de Madalena | Antônio Protestato |                      |
| 1952 | 3º lugar | Grupo 1 | Homenagem a Chico Viola | Antônio Protestato |                      |
| 1953 | 3º lugar | Grupo 1 | Tabuleiro da Baiana | Antônio Protestato |                      |
| 1954 | Vice-campeã | Grupo 1 | Zumbi dos Palmares | Antônio Protestato |                      |
| 1955 | 3º lugar | Grupo 1 | Tabuleiro da Baiana | Antônio Protestato |                      |
| 1956 | Campeã | Grupo 1 | Casa Grande e Senzala Compositores: Paulistinha . | Antônio Protestato |                      |
| 1957 | Vice-campeã | Grupo 1 | Lei Áurea | Antônio Protestato | [ 28 ]               |
| 1958 | Campeã | Grupo 1 | O Grito do Ipiranga | Antônio Protestato |                      |
| 1959 | Campeã | Grupo 1 | Chica da Silva | Antônio Protestato |                      |
| 1960 | Campeã | Grupo 1 | O Despertar de um Gigante | Antônio Protestato |                      |
| 1961 | Vice-campeã | Grupo 1 | A Marquesa de Santos | Antônio Protestato |                      |
| 1962 | Vice-campeã | Grupo 1 | A Escrava Isaura | Antônio Alves de Almeida                                                                                               |                      |
| 1963 | Campeã | Grupo 1 | Enaltecendo Uma Raça | Antônio Alves de Almeida                                                                                               |                      |
| 1964 | Vice-campeã | Grupo 1 | Paes Leme - O Bandeirante | Francisco Lucrécio |                      |
| 1965 | Campeã | Grupo 1 | Mundo Encantado de Monteiro Lobato | Antônio Alves de Almeida                                                                                               |                      |
| 1966 | Vice-campeã | Grupo 1 | José do Patrocínio | Francisco Lucrécio |                      |
| 1967 | Vice-campeã | Grupo 1 | Tronco do Ipê | Antônio Alves de Almeida                                                                                               |                      |
| 1968 | Campeã | Grupo 1 | Vendaval Maravilhoso | Antônio Alves de Almeida                                                                                               |                      |
| 1969 | Campeã | Grupo 1 | Com Recife Antigo no Coração | Sinésio Serrano |                      |
| 1970 | Campeã | Grupo 1 | Pauliceia Desvairada | Francisco Lucrécio |                      |
| 1971 | 3º lugar | Grupo 1 | O Brasil em Festa no Sonho de Aladino | Sinésio Serrano |                      |
| 1972 | 4º lugar | Grupo 1 | Olhai o Progresso de São Paulo | Francisco Lucrécio |                      |
| 1973 | 7º lugar | Grupo 1 | São Paulo na Academia Brasileira de Letras | Coelho |                      |
| 1974 | 4º lugar | Grupo 1 | Samba, Carnaval e Flores | Francisco Lucrécio e Maria Lúcia Lucrécio                                                                              |                      |
| 1975 | 4º lugar | Grupo 1 | Exaltação às Raças de um Brasil Gigante Compositores: Armando da Mangueira | Manoel dos Santos |                      |
| 1976 | 6º lugar | Grupo 1 | Carrancas do Rio São Francisco Compositores: Clarim. | Oswaldo Moreira |                      |
| 1977 | 5º lugar | Grupo 1 | Fatos Marcantes da História do Brasil Compositores:Astrogildo Silva. | Alberto Alves da Silva Filho                                                                                           |                      |
| 1978 | 5º lugar | Grupo 1 | O Sonho do Rei Negro Compositores: João Dionísio e Bom Cabelo. | Alberto Alves da Silva Filho                                                                                           |                      |
| 1979 | 3º lugar | Grupo 1 | Treze, Rei, Patuá Compositores: Armando da Mangueira. | Alberto Alves da Silva Filho e Divino                                                                                  |                      |
| 1980 | 5º lugar | Grupo 1 | Magnitude de Uma Raça Compositores: Osvaldinho Babão, Coquinho e Pirulito. | Alberto Alves da Silva Filho                                                                                           |                      |
| 1981 | 4º lugar | Grupo 1 | Axé, Sonho de Candeia Compositores: Armando da Mangueira. | Alberto Alves da Silva Filho                                                                                           |                      |
| 1982 | Vice-campeã | Grupo 1 | Palmares, Raíz da Liberdade Compositores: Armando da Mangueira e Jangada. | Édson Machado |                      |
| 1983 | 3º lugar | Grupo 1 | Gosto é Gosto e Não se Discute Compositores: Armando da Mangueira, Oswaldo Arouche e Biguinho. | Alberto Alves da Silva Filho                                                                                           |                      |
| 1984 | 3º lugar | Grupo 1 | Sagração dos Deuses Compositores: Armando da Mangueira. | Gugu |                      |
| 1985 | Campeã | Grupo 1 | O Dia Que o Cacique Rodou a Baiana Ai Ó Compositores: Marco Antônio. | Geraldo Cavalcante |                      |
| 1986 | 3º lugar | Grupo 1 | Rabo do Foguete Compositores: Armando da Mangueira. | Rytwilo Rômulo |                      |
| 1987 | 5º lugar | Grupo 1 | Pernambuco: Leão do Norte Compositores: Armando da Mangueira, Miguelzinho da Vila, Pilica, Filé, Lume e Ricardo. | Édson Machado |                      |
| 1988 | 4º lugar | Grupo 1 | O Poeta Falou (Zona Leste Somos Nós) Compositores: Marco Antônio. | Comissão de Carnaval                                                                                                   |                      |
| 1989 | 5º lugar | Grupo 1 | Eu Tenho Origem Compositores: Ney do Cavaco, Filé e Ricardo | Comissão de Carnaval                                                                                                   |                      |
| 1990 | 8º lugar | Especial | Respeito é Bom e Eu Gosto Compositores: Ney do Cavaco, Filé, Ricardo e Jovilson. | Antônio Carlos do Salgueiro                                                                                            |                      |
| 1991 | 7º lugar | Especial | Tudo Mentira... Será Que É? Compositores: Wagner Santos. | Tito Arantes |                      |
| 1992 | 4º lugar | Especial | Luz, Divina Luz Compositores: Santaninha, Baby, Clóvis, Rubens Gordinho e Barbosinha. | Osvaldinho |                      |
| 1993 | 4º lugar | Especial | Primeiro Desejo Compositores: Santaninha, Baby, Clóvis, Rubens Gordinho e Barbosinha. | Renatinho |                      |
| 1994 | 6º lugar | Especial | Pira Iqué - Mistério e Magia Compositores: Panda, Mosquitinho, J.Reis e Juarez. | Pedro Luis Pinotti |                      |
| 1995 | 6º lugar | Especial | Eu Te Amo Compositores: Dom Marcos, Adelson, Rubinho, Marcão, Cizão,Edinho, J.Reis, Panda, Wagner, Mosquitinho, Adil, Rose e Eduardo | Pedro Luis Pinotti |                      |
| 1996 | 6º lugar | Especial | Comunicação Compositores: Elzo e Canuto. | Joãozinho Trinta |                      |
| 1997 | 3º lugar | Especial | Narciso Negro Compositores: Dom Marcos, Marco Antônio, Nilton da Flor, Mikal,Vado e Zé Carlos. | Tito Arantes Filho |                      |
| 1998 | Vice-campeã | Especial | Sementes do Samba. União de Gente Bamba Compositores: Santaninha, Baby, Clóvis Pê, Rubens Gordinho e Barbosinha. | Vaníria Najelschi |                      |
| 1999 | 3º lugar | Especial | Voa Águia, Voa que Sampa é Toda Tua Compositores: Santaninha, Baby, Clóvis Pê e Rubens Gordinho. | Vaníria Najelschi |                      |
| 2000 | 4º lugar | Especial | Por Que Me Orgulho de Ser Brasileiro? Compositores: Santaninha, Baby, Clóvis Pê e Rubens Gordinho. | Augusto de Oliveira |                      |
| 2001 | Campeã | Especial | Voei, Voei, na Vila Aportei, Onde Me Deram a Coroa de Rei Compositores: Santaninha, Baby, Clóvis Pe e Rubens Gordinho. | Augusto de Oliveira |                      |
| 2002 | 4° lugar | Especial | Em Não Se Plantando, Tudo Nos Dão?... Não!!! Compositores: Paulinho Sampagode, Fabiano Sorriso, Pedrinho Sem Braço, Edy, Santaninha, Baby, Clóvis e Rubens Gordinho. | Augusto de Oliveira |                      |
| 2003 | 4° lugar | Especial | É Melhor Ler. O Mundo Colorido de um Maluco Genial Compositores: Paulinho Sampagode, Fabiano Sorriso, Pedrinho Sem Braço e Edy. | Augusto de Oliveira |                      |
| 2004 | 4º lugar | Especial | A Águia Voa Para o Futuro, Que Legal, É a Bienal no Carnaval! São Paulo 450 anos Compositores:Santaninha, Baby, Rubens Gordinho e Marcelo Abreu. | Raul Diniz |                      |
| 2005 | 9º lugar | Especial | Um Voo da Águia Entre Dois Mundos Compositores:Marco Antônio. | Chico Spinoza |                      |
| 2006 | 11º lugar | Especial | Mamma Bahia - Ópera Negra, Lídia de Oxum Compositores: Santaninha, Rubens Gordinho, Rafael, Renato, Teco, Juninho, Clóvis e Baby. | André Machado |                      |
| 2007 | 7º lugar | Especial | A Águia Radiante Com Um Pioneiro Das Comunicações. João Jorge Saad, 70 Anos de Conquistas e Realizações Compositores: Santaninha, Fabiano Sorriso, Paulinho Sampagode e Gonçalves. | André Machado |                      |
| 2008 | 8º lugar | Especial | Um Voo da Águia Como Nunca Se Viu!! Também Somos Folclore do Nosso Brasil Compositores: Adriano Bejar, Nenê e Sulu. | Augusto de Oliveira |                      |
| 2009 | 13º lugar | Especial | 60 Anos - Coração Guerreiro, A Grande Refazenda Do Samba Compositores: Cláudio Russo, J. Velloso, Marquinhos, Ney do Cavaco e Cláudio Tricolor. | Lucas Pinto |                      |
| 2010 | Campeã | Acesso | A Água Nossa de Cada Dia. A Pureza da Águia é a Essência de Nossas Vidas! Compositores: Cláudio Russo, J. Velloso, Marquinhos, Ney do Cavaco e Cláudio Tricolor. | Delmo de Moraes | [ 29 ]               |
| 2011 | 13º lugar | Especial | Salis Sapientiae - Uma História do Mundo Compositores: Tonn Queiroz, Anderson Vaz, Fabiano Sorriso, Santaninha, Marquinhos, Cláudio Russo e J. Velloso. | Delmo de Moraes | [ 12 ] [ 30 ]        |
| 2012 | Campeã | Acesso | Chica Convida - No Palácio da Nenê, a Festa é para Você Compositores: Dom Álvaro, Beto do Cartório, Rodrigo Pezão Lucas B e Belão. | Fernando Dias | [ 31 ]               |
| 2013 | 8º lugar | Especial | Da Revolta dos Búzios a atualidade. A Nenê canta a igualdade! Compositores: Cláudio Russo, J.Velloso, Ney do Cavaco, Marquinhos e Dr. Medina . | Comissão de Carnaval (Eduardo Caetano, Rafael Condé e Pedro Alexandre "Magoo")                                         | [ 32 ]               |
| 2014 | 12º lugar | Especial | Paixões proibidas e outros amores Compositores: Moisés Santiago, Luciano Rosa, Gabriel Cacique, Marcelo Careca e Nilson Feijão. | Pedro Alexandre "Magoo"                                                                                                | [ 33 ]               |
| 2015 | 7º lugar | Especial | Moçambique - A Lendária terra do Baobá sagrado! Compositores:Afonsinho, Rubens Gordinho, Dedé, D'Malva e Jair Brandão. | Pedro Alexandre "Magoo"                                                                                                | [ 16 ] [ 34 ] [ 35 ] |
| 2016 | 9º lugar | Especial | Nenê apresenta seu musical: Rainha Raia nas Asas do Carnaval Compositores: KasKa, Silas Augusto, Zé Paulo Sierra, Vitão, Sandrinho, Juninho Da Vila e Claudio Mattos. | Roberto Szaniecki |                      |
| 2017 | 14º lugar | Especial | Coré Etuba. A ópera de todos os povos, terra de todas as gentes, Curitiba de todos os sonhos Compositores: Kaska, Silas Augusto, Zé Paulo Sierra, Vitão, Juninho da Vila, Léo do Cavaco, Sandrinho e Luís Jorge                                                                                            | Alex Fão | [ 36 ] [ 37 ]        |
| 2018 | 4° lugar | Acesso 1 | A Epopeia de uma Deusa Africana Compositores: Kaska, Silas Augusto, Vitão, Zé Paulo Sierra, Léo do Cavaco e Luis Jorge | Lucas Pinto | [ 21 ]               |
| 2019 | 3º lugar | Acesso 1 | A majestade do samba chegou! Corri pra ver... pra ver quem era. Chegando lá, era a Nenê e a Portela Compositores: Kaska, Turko, Luis Mancha, Zé Paulo Sierra, Vitão, Maradona, Léo do Cavaco, Fran da Vila, Rafa do Cavaco e Silas Augusto.                                                                | Comissão de Carnaval (Willian Pereira e Felipe Diniz)                                                                  | [ 13 ] [ 38 ] [ 39 ] |
| 2020 | 7º lugar | Acesso 1 | O Presente da Deusa e o brinde da Águia Compositores: Adauto Alves, Dadô Poeta, China, Akash, Samuel Bussunda e Marcio Pessi. | Zilkson Reis | [ 40 ]               |
| 2021 | Inicialmente adiados para o mês de julho, os desfiles do Carnaval 2021 foram cancelados devido a pandemia de Covid-19. | Inicialmente adiados para o mês de julho, os desfiles do Carnaval 2021 foram cancelados devido a pandemia de Covid-19. | Inicialmente adiados para o mês de julho, os desfiles do Carnaval 2021 foram cancelados devido a pandemia de Covid-19. | Inicialmente adiados para o mês de julho, os desfiles do Carnaval 2021 foram cancelados devido a pandemia de Covid-19. | [ 41 ]               |
| 2022 | Campeã | Acesso 2 | Narciso Negro (Reedição do carnaval de 1997) Compositores: Dom Marcos, Marco Antônio, Nilton da Flor, Mikal,Vado e Zé Carlos | Fábio Gouveia | [ 42 ]               |
| 2023 | 3º lugar | Acesso 1 | Faraó Bahia Compositores: MV Angelo, Maurício Rocha Jr., Kauê Rodrigues, Rodrigo Aita, Gabriel Simões, Raphael Gravino, Rafael Faustino, Maykon Rodrigues, Gustavo Martins, Juninho da Vila, André Ricardo, Jacopetti, Douglas Chocolate, Luciano Godoi, Dr. Elio, Serginho Engenheiro, Gui Leste e Godoi. | Fábio Gouveia | [ 43 ]               |
| 2024 | 5º lugar | Acesso 1 | Cirandando a vida pra lá e pra cá. Sou Lia, Sou Nenê, Sou de Itamaracá Compositores: Kaska, Léo Do Cavaco, Silas Augusto, Luí Mancha, Dr. Élio, Vitão e Bruno Gianelli. | Fábio Gouveia | [ 44 ]               |
| 2025 | 3º lugar | Acesso 1 | Um quê de poesia e um tanto de magia, a arte de encantar o imaginário popular Compositores: Adauto Alves, Dadô Poeta, China, Akash, Samuel Bussunda e Marcio Pessi. | Danilo Dantas |                      |
| 2026 | | Acesso 1 | Encruzas, Nenê de corpo e alma no coração de São Paulo | Danilo Dantas |                      |

## Títulos
A Nenê de Vila Matilde é a terceira maior campeã do Carnaval de São Paulo, tendo conquistado o título do principal grupo competitivo das escolas de samba da cidade em 11 ocasiões. A escola também conquistou 9 vice-campeonatos do grupo principal, além de 2 títulos do Grupo de Acesso I e uma vitória no Grupo de Acesso II.
| Títulos da Nenê de Vila Matilde | Títulos da Nenê de Vila Matilde | Títulos da Nenê de Vila Matilde | Títulos da Nenê de Vila Matilde                                   |
|                                 | Divisão                         | Total                           | Ano                                                               |
| ------------------------------- | ------------------------------- | ------------------------------- | ----------------------------------------------------------------- |
|                                 | Grupo Especial                  | 11                              | 1956, 1958, 1959, 1960, 1962, 1965, 1968, 1969, 1970, 1985 e 2001 |
|                                 | Acesso I                        | 2                               | 2010 e 2012                                                       |
|                                 | Acesso II                       | 1                               | 2022                                                              |

## Premiações
A Nenê de Vila Matilde é uma das escolas mais premiadas da história do Carnaval de São Paulo, tendo recebido mais de 70 prêmios em sua trajetória, daqueles que se há registro. Em 2024 a escola foi um destaque das premiações da folia paulistana, tendo recebido o prêmio de melhor desfile do grupo de acesso em ao menos duas premiações: Prêmio SASP e Melhor do Acesso. No total foram 8 prêmios conquistado neste ano.

### Troféu Nota 10
O Troféu Nota 10 foi uma premiação criada pelo jornal Diário de São Paulo para os melhores do Carnaval de São Paulo. Era equivalente ao Estandarte de Ouro do Rio de Janeiro. Foi criado em 1999 e sua principal premiação é a de "Melhor Escola", premiação essa que a Nenê recebeu em duas ocasiões, nos anos de 1999 e 2000. Após uma pausa entre 2017 e 2019, o prêmio foi descontinuado após a edição de 2020.
A Nenê é a terceira maior vencedora do troféu, tendo recebido 34 premiações em vários quesitos nos Grupos Especial e de Acesso.

#### Grupo Especial
- Melhor Escola: 1999 e 2000
- Samba-Enredo: 2009 e 2011
- Melodia: 1999, 2000, 2001 e 2002
- Letra do Samba: 2000
- Harmonia: 1999, 2000 e 2004
- Evolução: 1999, 2000, 2009 e 2011
- Enredo: 1999 e 2002
- Mestre-Sala e Porta-Bandeira: 2016 com Jefferson Gomes e Janny Moreno
- Velha-Guarda: 2009, 2013 e 2014
- Intérprete: 2005 com Baby, 2009 e 2011 com Royce do Cavaco
- Ala das Baianas: 2000, 2001 e 2011
- Sambista Nota 10: 2002 e 2013
- Destaque de Alegoria: 2013
- Rainha De Bateria: 2016 com Ariellen Domiciano

#### Grupo de Acesso I
- Samba-Enredo: 2010
- Bateria: 2012

### Prêmio SRZD
O Prêmio SRZD passou a ser entregue pelo site do jornalista Sidney Rezende em 2014. Na sua edição de estreia a Nenê ganhou um troféu para sua velha guarda, na categoria Raiz do Samba.

#### Grupo Especial
- Samba-Enredo: 2015[47]
- Revelação: 2015 com Jefferson Gomes (Mestre-Sala)[48]
- Raíz do Samba: 2014 com a Velha Guarda[46]

#### Grupo de Acesso I
- Comissão de Frente: 2024[49]
- Samba-Enredo: 2024[49]
- Ala de Passistas: 2024[49]

#### Grupo de Acesso II
- Ala de Passistas: 2022 [50]

### Prêmio SASP
O Prêmio SASP é uma premiação do carnaval de São Paulo que reconhece as melhores escolas de samba e seus quesitos, entregue pela Sociedade Amantes do Samba Paulistano.

#### Grupo de Acesso I
Desfile do Ano: 2024

#### Grupo de Acesso II
Desfile do Ano: 2022

### Estrela do Carnaval
O Prêmio Estrela do Carnaval surgiu em 2007, produzido pelo Site Carnavalesco, para condecorar os melhores do ano nos desfiles carioca, dos grupos Especial e Série A, em diversas categorias, através de uma votação por um juri formado por jornalistas que cobrem a folia. Em pouco tempo, se tornou um dos prêmios mais cobiçados da Cidade Maravilhosa, tamanha importância que ganhou no mundo do samba. Em 2014, o Site Carnavalesco passou a cobrir os desfiles do carnaval de São Paulo e trouxe a premiação para a cidade.

#### Grupo Especial
- Melhor Ala de Passistas: 2017[53]

### Melhor do Acesso
Oferecido pela Equipe Melhor do Acesso, o Prêmio Melhor do Acesso elege os melhores dos Grupo de Acesso I e II em cada categoria.

#### Grupo de Acesso I
- Melhor Escola: 2012 e 2024
- Bateria: 2010, 2018 e 2019
- Samba-Enredo: 2024
- Harmonia: 2010, 2012 e 2023
- Comissão de Frente: 2024
- Mestre-Sala e Porta-Bandeira: 2012 com Rúbia e Tito
- Alegoria: 2024
- Time de Canto: 2019
- Velha Guarda: 2010 e 2023
- Ala das Baianas: 2012 e 2019
- Ala de Passistas: 2024
- Passista: 2018 com Jonathan Henrique
- Melhor Destaque: 2012

#### Grupo de Acesso II
- Melhor Escola: 2022
- Bateria: 2022
- Samba-Enredo: 2022
- Melhor Time de Canto: 2022
- Ala das Baianas: 2022

### Troféu São Paulo 450 anos
O Troféu São Paulo 450 anos foi uma premiação oferecida pela prefeitura de São Paulo no ano de 2004, avaliando as escolas em 10 quesitos em um prêmio comemorativo aos 450 anos da cidade. A Nenê recebeu o troféu no categoria Samba no Pé.

### Concurso Nacional de Sambas-Enredo do Fantástico
A Nenê foi vencedora em 1979 desse tradicional concurso promovido pela Rede Globo no final da década de 1970 e início da década de 1980, vencendo escolas paulistas e cariocas no programa Fantástico com o samba-enredo Treze, Rei, Patuá.